# Satu Kunnas
Satu Kunnas (* 3. September 1977 in Helsinki) ist eine ehemalige finnische Fußballspielerin. Zwischen 1996 und 2005 war sie Torfrau der A-Nationalmannschaft.

## Karriere

### Vereine
Satu Kunnas begann ihre Karriere bei NuPS Vihti. Später wechselte sie zu HJK Helsinki, mit dem sie 1995 die Meisterschaft gewann. Nachdem sie noch für die finnischen Vereine FC Kontu Helsinki und AC Vantaa gespielt hatte, wechselte sie 2003 nach Norwegen zum Asker SK und ein Jahr später zu IF Fløya. Mit beiden Vereinen wurde sie in der Toppserien jeweils Dritte. Im Jahre 2005 kehrte sie nach Finnland zurück und spielte noch ein Jahr in Jakobstad für FC United, ehe sie am Jahresende ihre Karriere wegen einer Knieverletzung beenden musste. Zum Ende ihrer Karriere wurde ihr die Wahl zur Fußballspielerin des Jahres zuteil.

### Nationalmannschaft
Kunnas bestritt 47 Länderspiele für die A-Nationalmannschaft und debütierte am 13. März 1996 in Portimão bei der 0:7-Niederlage gegen die Nationalmannschaft Schwedens im Turnier um den Algarve-Cup. Im Jahr 2005 nahm sie mit ihr an der Europameisterschaft in England teil, mit der sie bis ins Halbfinale vorstieß. 

## Erfolge
- Finnischer Meister 1995

## Auszeichnung
- Finnische Fußballspielerin des Jahres 2005

## Sonstiges
Heute arbeitet Kunnas als Polizistin in Helsinki. Gemeinsam mit Antti Niemi, dem langjährigen Torhüter der finnischen Männer-Nationalmannschaft wurde Kunnas als Botschafter für die Europameisterschaft 2009 in Finnland berufen.